# Żittia i prawo
Żittia i prawo – czasopismo prawnicze wydawane we Lwowie w latach 1928–1939 w języku ukraińskim. Redaktorem naczelnym pisma był adw. dr Kost Łewycki.